# Frans Bernhard von Thurn
Frans Bernhard von Thurn, född 26 juli 1592, död 14 oktober 1628 i Strasburg, var en tysk-svensk greve och militär.

## Biografi
Frans Bernhard von Thurn var son till Heinrich Matthias von Thurn i hans första gifte med Magdalena Galle. Han blev 1619 överste i Fredrik V av Pfalz' armé och deltog i slaget vid Vita berget 1620 och försvarade därefter fästningen Glatz, till dess att han i oktober 1621 tvingades kapitulera. Han tjänstgjorde därefter under Kristian av Braunschweig men tog efter slaget vid Stadtlohn 1623, där han svårt sårades, anställning i Gustav II Adolfs armé. Han utnämndes 1624 till överste för hovregementet och 1626 även för ett kompani kyrassiärer samt deltog med utmärkelse i striderna i Livland och Preussen. Han tjänstgjorde som en av överbefälhavarna i Preussen och samarbetade därvid nära med Axel Oxenstierna, var med i slagen vid Wallhof och Mewe 1626, förde befälet över vänstra flygeln i slaget vid Dirschau 1627 och befordrades 1628 till generalmajor. Thurn ledde stormningen av Marienwerder, Neuenburg och Strasburg hösten 1628 och inlades i garnison i Strasburgs fästning, där han avled i fläckfeber.